# Pandemos
Pandemos is een geslacht van vlinders uit de familie van de prachtvlinders (Riodinidae), onderfamilie Riodininae.
Pandemos werd in 1819 voor het eerst wetenschappelijk beschreven door Hübner.

## Soort
Pandemos omvat de volgende soort:
- P. cydon Westwood, 1951
- P. eurycida Doubleday, 1911
- P. godmanii Dewitz, 1877
- P. palaeste Hewitson, 1870
- P. pasiphae (Cramer, 1775)